# タマシダ
タマシダ（玉羊歯、学名：Nephrolepis cordifolia）は、ツルシダ科タマシダ属に属するシダ植物で、日本の南部に生育する。乾燥した地面や樹上に生え、時に観賞用に栽培される。

## 名称
和名の語源は「玉羊歯」（玉シダ）の意味で、匍匐茎についている球状の塊茎に由来する。中国名は「腎蕨」、韓国名は「줄고사리」と表記される。

## 分布・生育地
日本では、本州の伊豆半島から九州、小笠原諸島、南西諸島に分布するほか、日本国外では、中国や台湾、東南アジア、ポリネシア、アフリカなどに分布する。
主に海岸近くの日当たりのよい場所に生育する。海岸付近の乾いた斜面や、岩の上、場合によっては樹上に着生する。特に、海岸沿いに植えられた街路樹のカナリーヤシの葉の集まった部分には、よく密生している。

## 特徴
根茎はごく短く斜上から直立し、多数の葉をつける。根茎からは針金のような根とともに、細い匍匐茎を出して新しい芽をつけ、大きな群落になる。また、匍匐茎には球状の塊茎をところどころに付け、水と栄養を蓄えている。
葉は細長い1回羽状複葉で、普通は長さ30 - 40 cm、長いものは50 cmを超えて80 cmにも達する。地上のものでは葉はやや立ち上がり、樹上についたものでは葉は垂れ下がる。主軸の左右に細長い楕円形の小葉を数十対、時には百対もつける。羽片は先端が尖らず、基部の上側は耳状に突出する。胞子嚢群は小葉の裏側、主脈と葉縁の間に並ぶ。

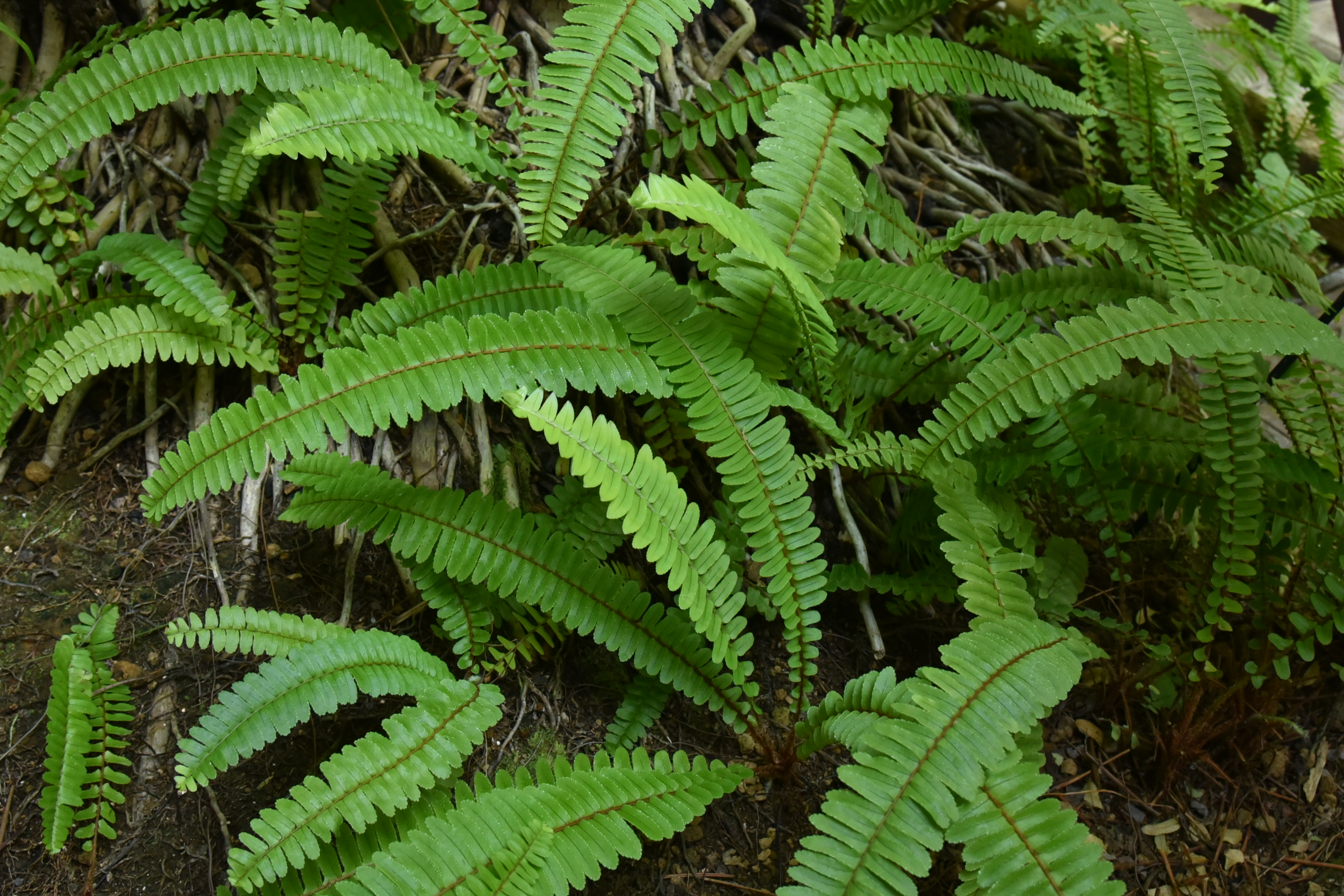
群生するタマシダ
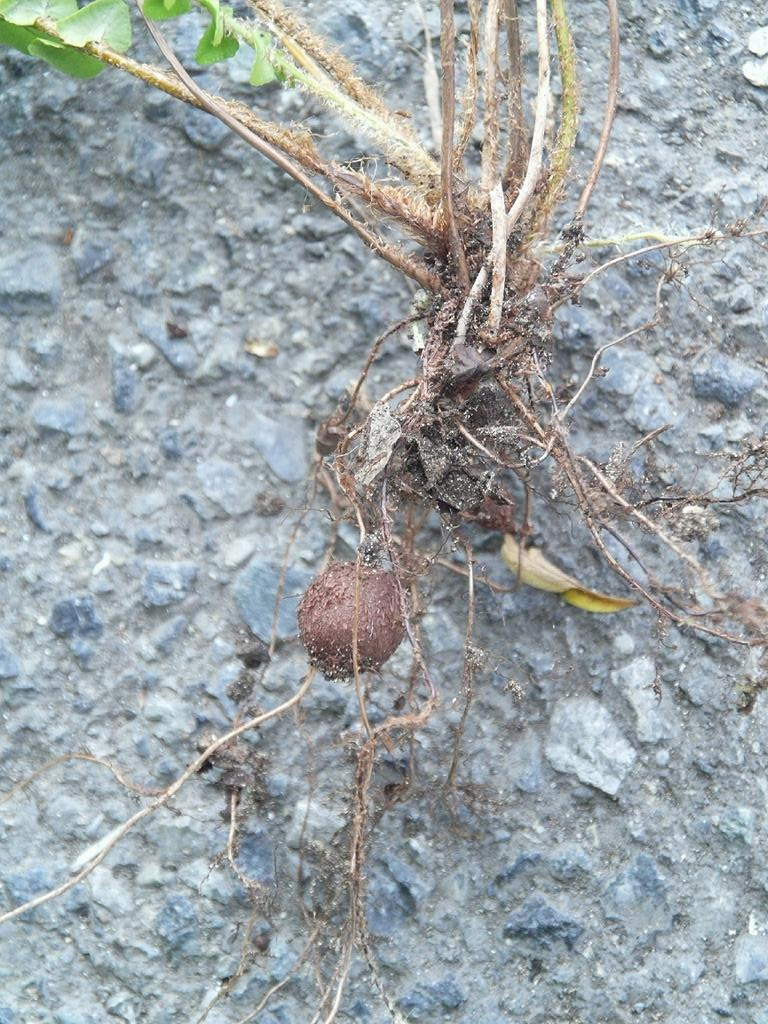
茎と根、および“球”
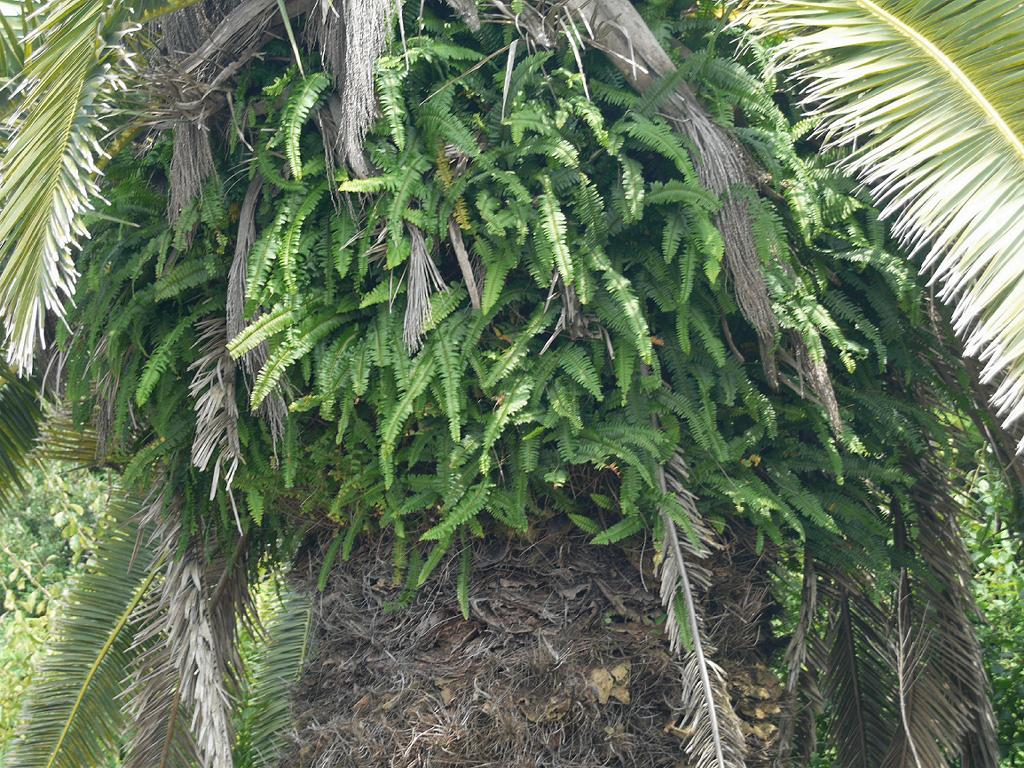
カナリーヤシに育つ群落
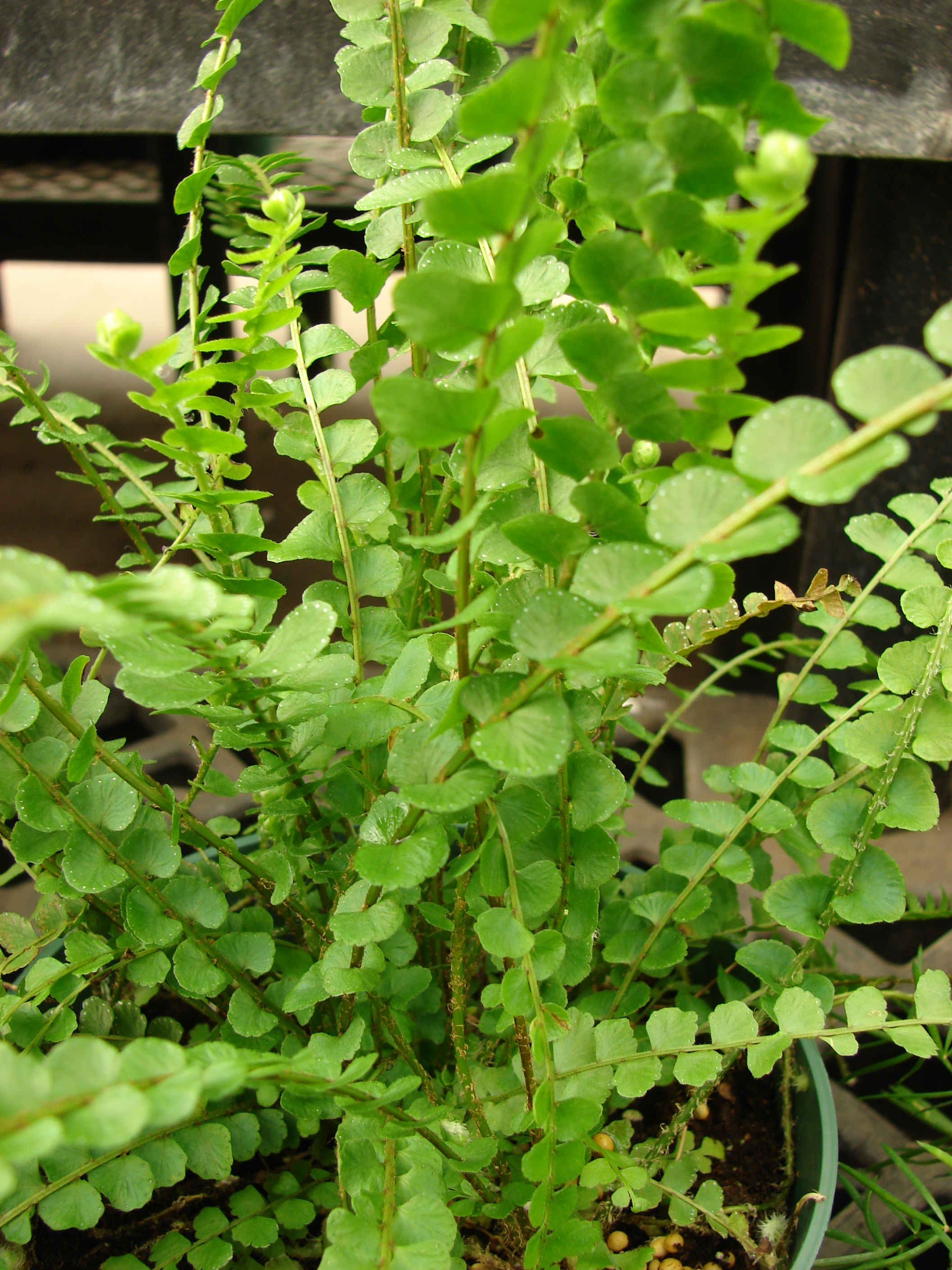
園芸種の石化タマシダ

## 利用
観葉植物として栽培されることがあり、園芸品種として下記のものがある。
- ダッフィー (Duffii)
  - 羽片がごく短くなった変異で、葉全体の幅は1 - 1.5 cmにしかならない。葉柄や中軸は所々で二股分枝し、羽片は小さく扁円形から半円まで不規則に変化し、胞子嚢群を滅多につけない[5][6]。これはニュージーランドあるいは南洋諸島が原産とされ、本種よりの変異と思われる[要出典]。和名としては「石化タマシダ」（「セッカタマシダ」表記も）がある[7]。
- ペチコート (Petticort)
  - 葉の先が1回から2回分岐する[5]。

栽培では、イノモトソウとほぼ同じくやや明るい日陰を好む性質があり、直射日光には当てないように注意を要する。栽培適温は20度前後であるが、タマシダはタマシダ属の中でも寒さに強く、凍らさないようにすれば越冬も可能である。施肥、植え替え、繁殖ともに初夏から夏場の間で行われ、繁殖は株分けまたは匍匐茎に生じた子株によって行われる。病害虫にカイガラムシがつく場合がある。

## 近縁種
近縁種のセイヨウタマシダ (N. exaltata (L.) Schott) は南米原産で、観葉植物として改良されたものがあり、学名のままにネフロレピス・エクサルタータやボストンファーンと呼ばれる。小葉がさらに羽状に切れ込んだものなどが、よく見られる。
日本にはタマシダ属のシダ植物はタマシダ以外で2種あり、タマシダに似てやや小葉が大きい感じのヤンバルタマシダ (N. hirstula (Forst.) Presl) が南西諸島と小笠原諸島に分布する。もう一種のホウビカンジュ (N. biserata (Sw.) Schott) は、南西諸島に分布して石灰岩の崖などに生え、小葉はより幅広く大きく垂れ下がり、長さが2 mにも達する。